# 大門剛明
大門 剛明（だいもん たけあき、本名：大谷 剛史、1974年9月25日 -）は、日本の小説家・推理作家。三重県伊勢市出身在住。龍谷大学文学部哲学科教育学専攻卒業。

## 経歴
2009年、『雪冤』（『ディオニス死すべし』より改題）で第29回横溝正史ミステリ大賞大賞とテレビ東京賞をダブル受賞し作家デビュー。死刑制度と冤罪をテーマに、現代の司法制度の根幹を問い直すメッセージをはらんだ問題作であった。2010年秋にテレビ東京とBSジャパンで橋爪功主演でドラマ化された。同作品で龍谷奨励賞、伊勢市民文化賞を受賞する。
同年『罪火』を刊行。修復的司法という重厚なテーマに巧みなトリックを駆使した社会派ミステリを完成させ、逸材として注目を浴びる。2010年には広島MAZDA Zoom-Zoom スタジアム広島を舞台にした『確信犯』を刊行。強い覚悟のもと、裁判員制度以外にも弁護士増員問題など司法制度に鋭くメスを入れた。9月には『告解者』を刊行。無期囚の更生を巡るストーリーで再犯問題に切りこんでいる。2011年7月には『ボーダー』『共同正犯』を刊行。頭の中で考えるだけでなく実際に殺人を犯した無期懲役囚に取材するなどして重厚な作品を生み出している。

## 作品リスト

### 単著

#### 負け弁・深町代言シリーズ
- ボーダー（2011年7月 中公文庫）
- 沈黙する証人（2011年10月 中公文庫）
- 有罪弁護（2012年5月 中公文庫）

#### 正義の天秤
- JUSTICE（2015年8月 KADOKAWA）
  - 【改題】正義の天秤（2020年3月 角川文庫）
- 正義の天秤 アイギスの盾（2020年8月 角川文庫）
- 正義の天秤 毒樹の果実（2023年2月 角川文庫）

#### 不協和音
- 不協和音 京都、刑事と検事の事件手帳（2016年3月 PHP文芸文庫）
- 不協和音 2 炎の刑事VS.氷の検事（2020年5月 PHP文芸文庫）
- 不協和音 3 刑事の信念、検事の矜持（2021年11月 PHP文芸文庫）

#### その他
- 雪冤（2009年5月 角川書店 / 2011年4月 角川文庫）
- 罪火（2009年12月 角川書店 / 2012年4月 角川文庫）
- 確信犯（2010年7月 角川書店 / 2014年9月 角川文庫）
- 告解者（2010年9月 中央公論新社 / 2014年8月 中公文庫）
- 共同正犯（2011年7月 角川書店）
  - 【改題】優しき共犯者（2017年4月 角川文庫）
- 氷の秒針（2012年6月 双葉社 / 2016年12月 双葉文庫）
- レアケース（2012年8月 PHP研究所 / 2014年1月 PHP文芸文庫）
- 父のひと粒、太陽のギフト（2012年11月 幻冬舎）
- 海のイカロス（2013年4月 光文社 / 2015年10月 光文社文庫）
- ぞろりん がったん 怪談をめぐるミステリー（2013年6月 実業之日本社文庫）
  - 序章（書き下ろし）
  - 座敷わらし（書き下ろし）
  - 言うな地蔵（初出：実業之日本社『月刊ジェイ・ノベル』2011年11月号）
  - 河童の雨乞い（初出：実業之日本社『月刊ジェイ・ノベル』2013年2月号）
  - 吉作落とし（初出：実業之日本社『月刊ジェイ・ノベル』2012年8月号）
  - チロリン橋（初出：実業之日本社『月刊ジェイ・ノベル』2012年12月号）
  - ぞろりん がったん（書き下ろし）
- ねこ弁 弁護士・寧々と小雪の事件簿（2013年10月 幻冬舎文庫）
- この雨が上がる頃（2013年12月 光文社）
  - この雨が上がる頃（初出：光文社『小説宝石』2009年11月号）
  - 雨のバースデー（初出：光文社『小説宝石』2011年3月号）
  - プロポーズは雨の日に（初出：光文社『小説宝石』2011年12月号）
  - 密室の雨音（初出：光文社『小説宝石』2012年6月号） - 「雨夜のセレブたち」改題
  - 軍艦橋に降る雨（初出：光文社『小説宝石』2012年10月号）
  - 記憶と雨とニート（初出：光文社『小説宝石』2012年12月号）
  - 地検の通り雨（書き下ろし）
- 獄の棘（2014年2月 角川書店 / 2017年1月 角川文庫）
  - 赤落ち（初出：角川書店『本の旅人』2012年4月号）
  - 脱獄の夜（初出：角川書店『本の旅人』2012年6月号）
  - プリズン・グルーピー（書き下ろし）
  - 幸せの天秤（書き下ろし）
  - 矯正展の暗号（書き下ろし）
  - 獄の棘（初出：角川書店『本の旅人』2012年8月号） - 「裏切り者」改題
  - 銀の桜（初出：角川書店『本の旅人』2012年10月号）
- テミスの求刑（2014年8月 中央公論新社 / 2017年8月 中公文庫）
- 鍵師ギドウ（2017年2月 実業之日本社文庫）
- 婚活探偵（2017年6月 双葉社 / 2020年5月 双葉文庫）
- 反撃のスイッチ（2017年11月 講談社文庫）
- 完全無罪（2019年1月 講談社文庫）
- 両刃の斧（2019年2月 中公文庫）
- 死刑評決（2019年12月 講談社文庫）
- この歌をあなたへ（2021年6月 祥伝社文庫）
- 罪人に手向ける花（2021年3月 ハルキ文庫）
- シリウスの反証（2021年10月 KADOKAWA）
- 闇夜に吠ゆ 鑑識課警察犬係（2023年1月 文春文庫）
  - 手綱を引く（初出：文藝春秋『オール讀物』2021年12月号）
  - 首輪をつける（書き下ろし）
  - 堀を越える（書き下ろし）
  - ほじくり返す（書き下ろし）
  - 闇夜に吠ゆ（書き下ろし）
- 神都の証人（2025年7月 講談社）

### アンソロジー
「」内が大門剛明の作品。
- ザ・ベストミステリーズ 2010 推理小説年鑑（2010年7月 講談社）「この雨が上がる頃」
  - 【改題】Logic 真相への回廊 ミステリー傑作選（2013年4月 講談社文庫）
- ザ・ベストミステリーズ 2012 推理小説年鑑（2012年7月 講談社）「言うな地蔵」
  - 【分冊・改題】Question 謎解きの最高峰 ミステリー傑作選（2015年11月 講談社文庫）
- 驚愕遊園地（2013年11月 光文社 / 2016年5月 光文社文庫）「カミソリ狐」
- 法廷ミステリーアンソロジー 逆転の切り札（2022年6月 朝日文庫）「偶然と必然」
- 偽りの捜査線 警察小説アンソロジー（2022年6月 文春文庫）「手綱を引く」

### 単著未収録短編
- 水銀姫（実業之日本社『月刊ジェイ・ノベル』2010年10月号）
- カミソリ狐（実業之日本社『月刊ジェイ・ノベル』2012年10月号）

## 映像化作品

### テレビドラマ
NHK総合
- 土曜ドラマ
  - 正義の天秤（2021年9月25日 - 10月23日、全5話、主演：亀梨和也、原作：正義の天秤 / 正義の天秤 アイギスの盾）
  - 正義の天秤season2（2023年5月6日 - 6月3日、全5話、主演：亀梨和也）

テレビ朝日系
- 不協和音 炎の刑事 VS 氷の検事（2020年3月15日、主演：田中圭、原作：不協和音 京都、刑事と検事の事件手帳）

テレビ東京系
- 水曜ミステリー9
  - 雪冤（2010年9月29日、主演：橋爪功）
  - レアケース 生活保護課の殺人事件簿（2014年3月5日、主演：石塚英彦、原作：レアケース）
  - 冬の特選企画 罪火（2014年12月10日、主演：名取裕子）
  - 負け組法律事務所〜沈黙する証人〜（2015年1月28日、主演：石塚英彦、原作：負け弁・深町代言 沈黙する証人）

- 日曜ミステリー
  - 更生補導員・深津さくら 「殺人者の来訪」〜告解者〜（2017年3月26日、主演：貫地谷しほり、原作：告解者）

WOWOW
- 連続ドラマW
  - テミスの求刑（2015年5月10日 - 5月31日、全4話、主演：仲里依紗）
  - ヒトヤノトゲ〜獄の棘〜（2017年3月19日 - 4月23日、全6話、主演：窪田正孝、原作：獄の棘）
  - 両刃の斧（2022年11月13日 - 12月18日、全6話、主演：井浦新・柴田恭兵）
  - 完全無罪（2024年7月7日 - 〈予定〉、全5話、主演：広瀬アリス）

BSテレ東
- 土曜ドラマ9
  - 婚活探偵（2022年1月8日 - 2月12日、全6話、主演：向井理）